# Тинской сельсовет
Тинской сельсовет — сельское поселение в Нижнеингашском районе Красноярского края.
Административный центр — посёлок Тинской.

## История
Статус и границы сельского поселения установлены Законом Красноярского края от 3 декабря 2004 года № 12-2637 «Об установлении границ и наделении соответствующим статусом муниципального образования Нижнеингашский район и находящихся в его границах иных муниципальных образований»

## Население
| 2010 | 2012  | 2013  | 2014  | 2015  | 2016  | 2017  |
| ---- | ----- | ----- | ----- | ----- | ----- | ----- |
| 3791 | ↘3713 | ↘3553 | ↘3474 | ↘3445 | ↘3411 | ↘3362 |

## Состав сельского поселения
В состав сельского поселения входит один населённый пункт — посёлок Тинской.

## Местное самоуправление
Тинской поселковый Совет депутатов
Дата избрания: 14.03.2010. Срок полномочий: 5 лет. Количество депутатов: 10
Глава муниципального образования
- Бутузов Сергей Николаевич. Дата избрания: 14.03.2010. Срок полномочий: 5 лет